# عارف محمدی
عارف محمّدی فیلم‌ساز و ناقدِ سینمایی در جامعه ایرانیان کانادا است. او در سال ۱۹۹۹ به کانادا مهاجرت کرد و از آن زمان نقش پررنگی در معرفی و نقد فیلم‌های ایرانی به ایرانیان کانادا ایفا کرده‌است. او همچنین بنیان‌گذار گروه فرهنگی و هنری موج نو است که جلسات نقد و بررسی و آموزش سینما برای علاقه‌مندان در شهر تورنتو برگزار می‌کند. آخرین مستند او بازمانده‌ای از ماگادان (۲۰۱۴) جوایز متعددی همچون بهترین فیلم مستند تلویزیونی رسانه‌های قومی کانادا را به خود اختصاص داده‌است.

## زندگی
عارف محمدی هم‌زمان با تحصیل در رشته ادبیات فارسی، دوره فیلمسازی را نیز در انجمن سینمای جوانان در ایران به پایان برد. پس از ساخت چند فیلم کوتاه و کارآموزی در تئاتر و سینمای حرفه‌ای در سال ۱۹۹۴ به آلمان و در سال ۱۹۹۹ به کانادا مهاجرت کرد و یکسال بعد برنامه فیلم و سینما را با هدف معرفی و نقد فیلم‌های ایرانی در تلویزیون شهر ما نوشته و اجرا کرد که به برنامه‌ای محبوب در بین ایرانیان کانادا تبدیل شد. او یک دوره دو ساله مددکاری اجتماعی در شاخه مشاوره در امور مهاجران را نیز با مدرک فوق دیپلم از کالج جورج براون کانادا به پایان برد که آن را تجربه خوبی در شناخت مسایل و مشکلات مهاجران ارزیابی می‌کند. او از سال ۲۰۰۱ تاکنون با نشریات و رسانه‌های ایرانی متعددی همکاری کرده و علاوه بر بررسی فیلم‌های روز سینمای ایران و جهان، گفتگوهای زیادی با سینماگران برجسته و مطرح ایرانی داشته‌است که برخی از آن‌ها در کتابی به نام سینمای ایران: امروز، دیروز در سال ۲۰۱۳ در ایران منتشر شد.
عارف که در سال ۲۰۱۰ در در رشته فوق لیسانس مستندسازی دیجیتال در دانشگاه رایرسون نیز پذیرفته شد بیشترین گرایش را به‌طور تخصصی روی سینمای ایران و به‌طور عام روی سینمای غیر متعارف بین‌الملل داشته‌است و در زمینه تاریخ سینمای ایران سخنرانی‌های متعددی را در انجمن‌های دانشجویی دانشگاه‌های کنکوردیا، تورنتو، رایرسون، اتاوا و گوئلف در کانادا داشته‌است. او تاکنون به خاطر فعالیت‌های فرهنگی و هنری اش در جامعه ایرانی تورنتو جوایز و تقدیرنامه‌های متعددی از جمله مدال و تقدیرنامه رسانه‌های قومی کانادا را دریافت کرده‌است.

## گروه فرهنگی و هنری موج نو
عارف در سال ۲۰۰۳ گروه فرهنگی و هنری موج نو را به منظور برگزاری جلسات نقد و بررسی و آموزش سینما برای علاقه‌مندان در شهر تورنتو تأسیس کرد که برگزاری مراسم بزرگداشت هنرمندانی چون جعفر والی، مهین اسکویی، رضا ژیان، مهدی رئیس فیروز و بهروز وثوقی و کارگاه سینمایی با هنرمندانی چون: اصغر فرهادی، فاطمه معتمدآریا برای اولین بار در تورنتو با استقبال خوبی مواجه گشت.

## فیلم‌شناسی
او دو مستند به نام‌های اتوبوس (۲۰۰۴) و افقهای روشن (۲۰۰۷) دربارهٔ اولین راننده اتوبوس زن و اولین مکانیک زن ایران ساخته که علاوه بر نمایش در فستیوال‌ها و تلویزیون به درخواست بخش مطالعات خاورمیانه کالج جورج براون تورنتو در آرشیو نمایشی این کالج ثبت شد. آخرین مستند او بازمانده‌ای از ماگادان (۲۰۱۴) جوایز متعددی همچون بهترین فیلم مستند و بهترین ایده از جشنواره نور (لس آنجلس) و بهترین مستند تلویزیونی رسانه‌های قومی کانادا و فیلم منتخب فستیوال تیرگان را دریافت کرد. این مستند علاوه بر نمایش‌های موفقیت‌آمیز در دانشگاه‌ها و مراکز فرهنگی و هنری به عنوان فیلم منتخب در یازدهمین کنگره بین‌المللی ایران‌شناسی در وین در سال ۲۰۱۶ به نمایش درآمد. تورنتو استار یکی از روزنامه‌های رسمی کانادا نیز مطلبی دربارهٔ عارف محمدی و فعالیت‌های هنری اش در سال ۲۰۱۴ به چاپ رساند.

## مقالات
- ۵ چهره مهم در شکل‌گیری پدیده سینما در ایران[۶]
- نقدی بر عمو بومنی گذشته را به یاد می‌آورد /رادیو زمانه[۷]
- گزارش عارف محمدی از بزرگداشت کیارستمی در تورنتو/ کافه سینما[۸]
- گفتگو با آپیچاپتنگ ویراستاکول برنده نخل طلای کن / کافه سینما[۹]
- گزارشی از پروژه تاریخ سینمای ایارن به روایت خالقانش / کافه سینما[۱۰]
- گزارشی از پروژه کارتونی پنجره اسب‌ها با حضور بازیگران مشهور سینما / کافه سینما[۱۱]

## مصاحبه‌ها
- گفتگو با داریوش اقبالی[۱۲]
- مصاحبه با عباس کیارستمی[۱۳]
- گفتگو با بهروز افخمی کارگردان سینما: بهترین کاری که دولت می‌تواند برای هنرمندان انجام دهد اینست که کاری به کار آن‌ها نداشته باشد[۱۴]
- گفتگو با بهمن قبادی فیلمساز موفق ایرانی در فستیوالهای جهانی (قسمت اول): خارج از فضای کردستان هم می‌توانم فیلم خوب بسازم[۱۵]
- گفتگو با اصغر فرهادی[۱۶]
- گفتگو با شاپور قریب[۱۷]
- گفتگو با امیرشهاب رضویان به بهانه نمایش مینای شهر خاموش در تورنتو[۱۸]
- گفتگو با محسن امیریوسفی در حاشیه بیست و هفتمین فستیوال فیلم فجر[۱۹]
- گفتگو با مصطفی خرقه پوش[۲۰]
- گفتگو با محمد علی کشاورز بازیگر نامدار تئاتر و سینما: تئاتر برایم مقدس است و از اینکه دیده نشوم ترسی ندارم[۲۱]
- گفتگو با ویدا قهرمانی[۲۲]
- گفتگو با مهدی رئیس فیروز به بهانه نمایش مستند چهره‌ها در فستیوال فیلم دیازپورا[۲۳]
- گفتگو با جعفر والی به بهانه اکران پاداش سکوت در سینماهای ایران[۲۴]
- گفتگو با آناهیتا همتی بازیگر مجموعه پر طرفدار ترش و شیرین[۲۵]
- گفتگو با آرسنه خانجیان[۲۶]
- گفتگو با آتوم اگویان فیلمساز نامدار کانادا[۲۷]
- شناخت واژه فیلمفارسی در گفتگو با دکتر هوشنگ کاووسی: توقع من از فیلم و فیلمسازی خیلی زیاد است[۲۸]
- گفتگو با همایون ارشادی[۲۹]
- گفتگو با دکتر رامین جهانبگلو دربارهٔ ارتباط سینما و فلسفه[۳۰]
- گفتگو با ژیان قمیشی مجری موفق سی.بی.سی.[۳۱]
- گفتگو با جعفر پناهی در حاشیه جشنواره جهانی فیلم تورنتو در سال 2003[۳۲]
- گفتگو با عبدالله بوتیمار[۳۳]
- گفتگو با مجید مجیدی[۳۴]
- گفتگو با اکبر عبدی: کمدی را جدی بگیرید![۳۵]
- گفتگو با رفیع پیتز کارگردان شکارچی[۳۶]

## عارف در رسانه‌ها
- میزگردی درباره تحلیل فیلم پریدن از ارتفاع کم / سلام تورنتو[۳۷]
- بزرگداشت مهدی رئیس فیروز/ کافه سینما[۳۸]
- تجلیل از جعفر والی در تورنتو / گویا نیوز[۳۹]
- چرا امیر نادری فیلم‌های ایران را نمی‌بیند. / عارف محمدی / کافه سینما[۴۰]
- گفتگو با سلام سینما (Hello Cinema) پیرامون کارگردانی و مستندسازی[۴۱]
- گفتگو با رادیو فارسی تورنتو در حاشیه یادبود عباس کیارستمی[۴۲]

## کتاب منتشر شده
- سینمای ایران: امروز، دیروز[۴۳]